# اس‌اس میلواکی
اس‌اس میلواکی (به انگلیسی: SS Milwaukee) یک کشتی بود که طول آن ۳۳۸ فوت (۱۰۳ متر) بود. این کشتی در سال ۱۹۰۲ ساخته شد.